# Археологічний музей Інституту археології НАНУ
Археологічний музей — відділ Інституту археології НАН України, що експонує частину фондів інституту. Знаходиться на нульовому поверсі Національного науково-природничого музею (Київ, вулиця Богдана Хмельницького, 15).

## Загальна інформація
«Археологічний музей» перебуває у статусі відділу Інституту археології НАН України; завідувач — Лариса Кулаковська.
Вхід для перегляду експозиції — безкоштовний, через прохідну Національного науково-природничого музею.
У музеї проходять тематичні виставки, наукові семінари, конференції, презентації. Зокрема, у 2014—2015 рр. проведено три виставки: «Первісне мистецтво України», «Скіфські старожитності Криму», «Археологія Дністра».
Також у музеї продається букіністична література та проводяться виставки-продажі фіалок та інших кімнатних рослин.
Музей працює з 11:00 до 18:00 у п'ятницю-неділю.

## Історія
Музейний відділ Інституту організовано у 1966 році як складову Центрального науково-природознавчого музею, що мав статус музейного комплексу, а не установи. Кожний з підрозділів цього комплексу (археологічна, геологічна, палеонтологічна, зоологічна, ботанічна експозиції), у свою чергу, мав статус наукового відділу відповідної профільної установи, зокрема й Інституту археології НАН України. Згодом і поступово різні «музейні» відділи при інститутах було повернуто до складу ННПМ. Відділ «Археомузей» є останнім підрозділом, який поки не увійшов до складу національного музею, хоча й розміщений у його будівлі.
Першим завідувачем відділу та організатором експозиції був Іван Шовкопляс, відомий дослідник Мезинської стоянки. Над створенням експозиції працювали С. Д. Крижицький, С. Н. Братченко, В. М. Гладілін, В. К. Гончаров, В. М. Корпусова, В. В. Лапін, Є. О. Петровська. Експозиційну частину відділу відкрито для відвідувачів з 19 травня 1969 року.
Однією з фундаторок відділу була науковиця Ніна Лейпунська, яка займалася створенням експозицій у сфері скіфоантичної археології.
У серпні 1989 р. в зв'язку з аварійним станом приміщення, що спричинилось через будівництво нової лінії метрополітену за наказом директора Інституту зоології АН УРСР І. А. Акімова відділ «Археологічний музей» було зачинено, експозиція демонтована.
У серпні 1993 р. Постановою НАН України відділ «Археологічний музей» було повернуто до Інституту археології. За повної відсутності державного фінансування розпочався кількарічний ремонт та створення нової експозиції музею.

## Експозиція
У чотирьох залах музею на площі 500 м² експонується близько 10 тис. предметів, які дають змогу відтворити історію України від часу появи першої людини до пізнього середньовіччя.
У залі «Первісна археологія» представлені матеріали епохи палеоліту, мезоліту, неоліту, енеоліту та бронзи. Зал «Рання залізна доба» знайомить з пам'ятками скіфської і сарматської доби, античних міст та поселень Ольвії, Березані, Тіри.
У залі «Давні слов'яни та Київська Русь» представлені матеріали з поселень та могильників давньослов'янських та сусідніх з ними культур — зарубинецької, черняхівської, корчацької та інших. Київо-руська частина експозиції знайомить відвідувачів з життям та культурою середньовічних міст і поселень (Київ, Воїнь, Іван, Чучин, Григорівка та ін.)
Серед експонатів музею — унікальні історичні та мистецькі об'єкти: найдавніший музичний комплекс доби палеоліту з Мізина, трипільська пластика, модельований череп епохи бронзи, одна з найбільших колекцій античних виробів, слов'яно-руські старожитності тощо.

Експозицію музею доповнюють три діорами: «Поховання знатного скіфа», «Чучин» та «Київ — Місто Володимира».

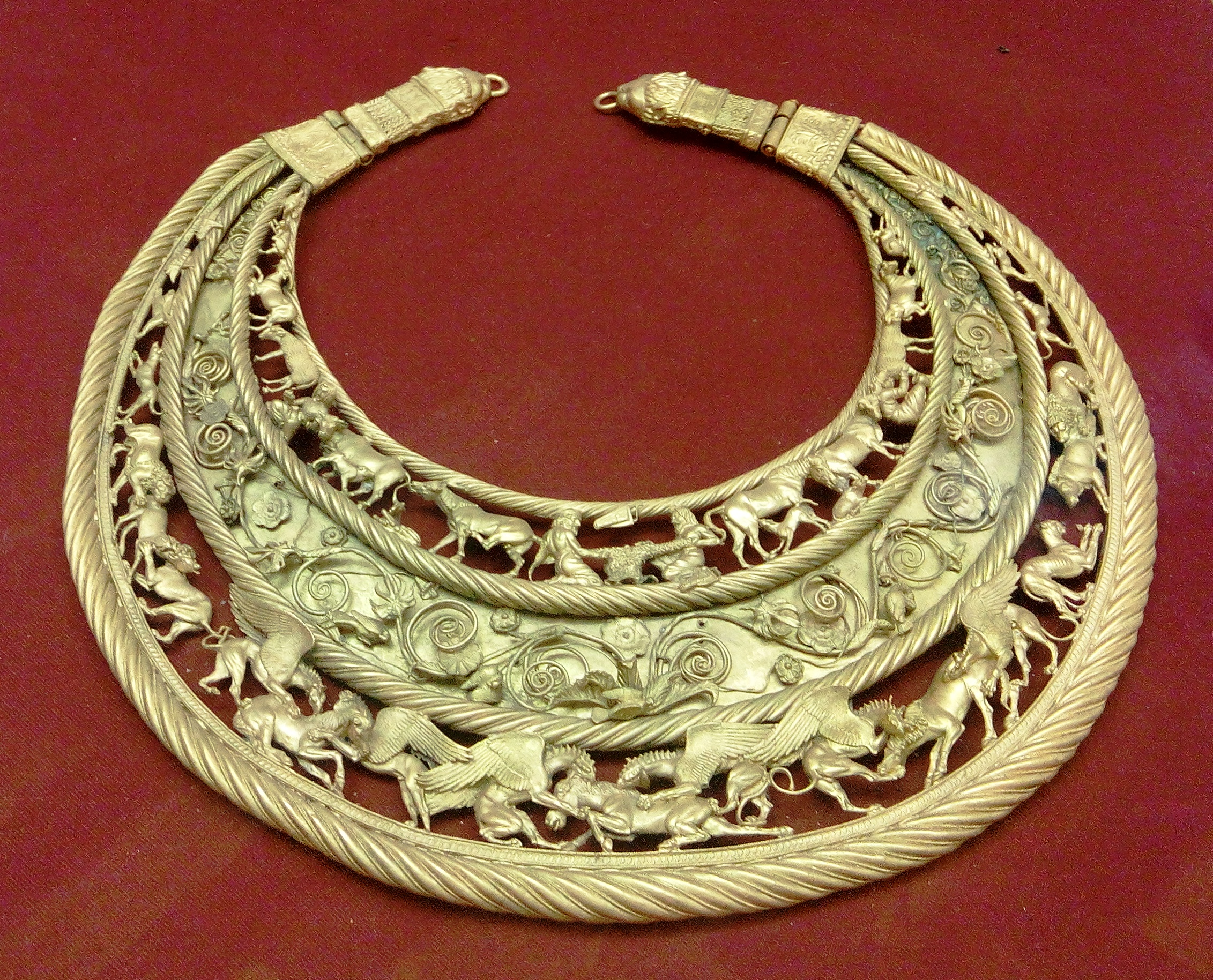
Копія Золотої пекторалі
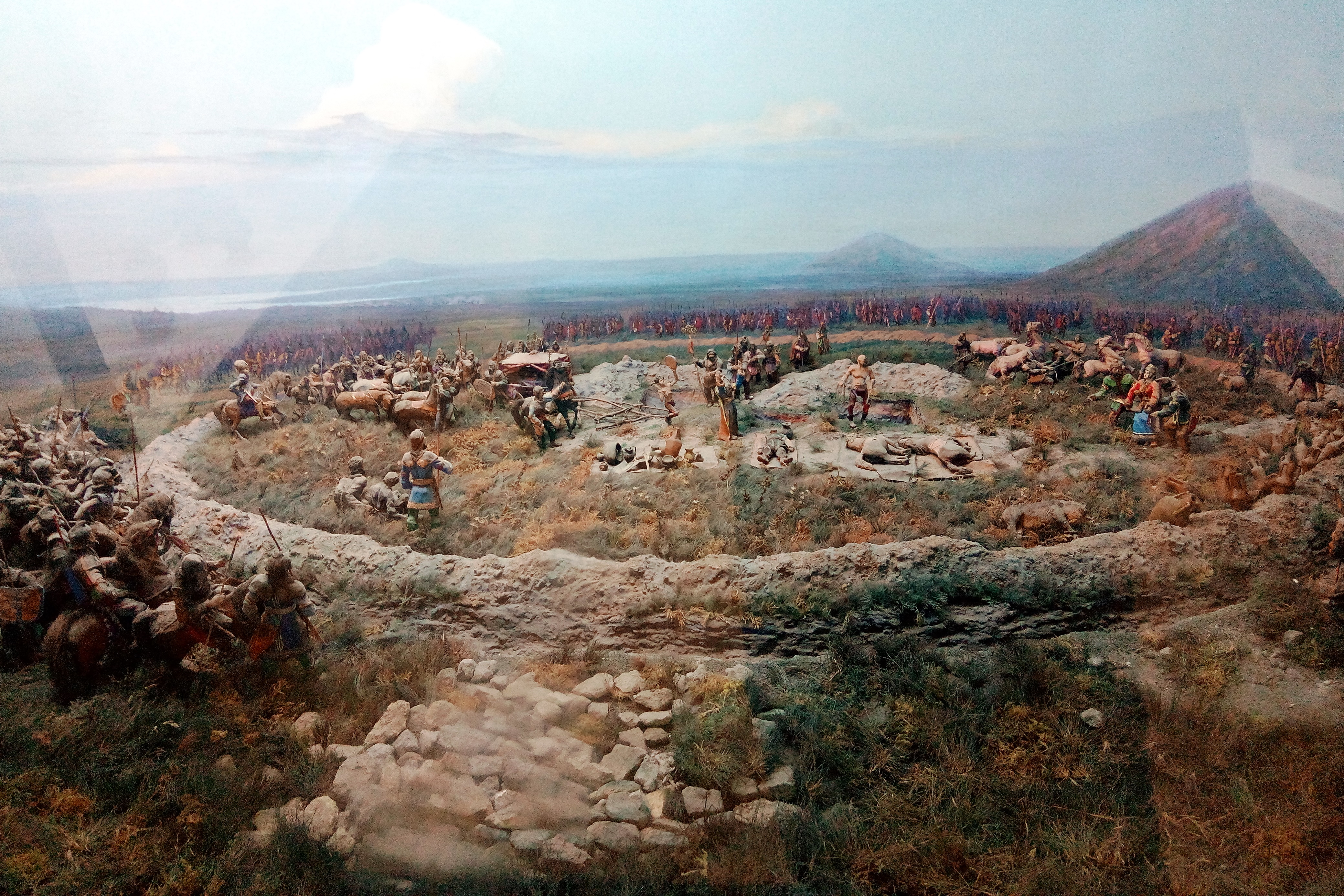
Діорама «Поховання знатного скіфа»
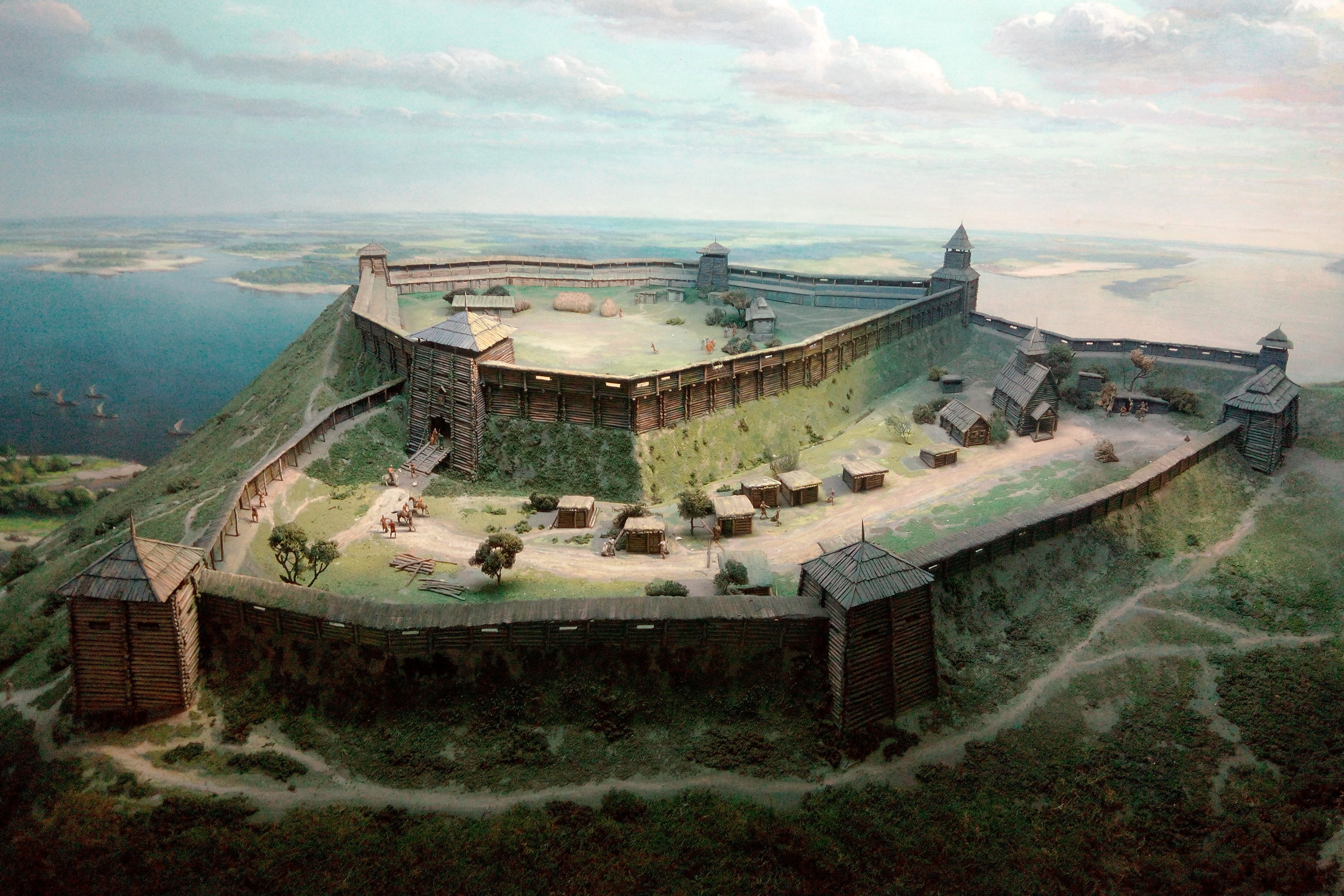
Діорама «Чучин»
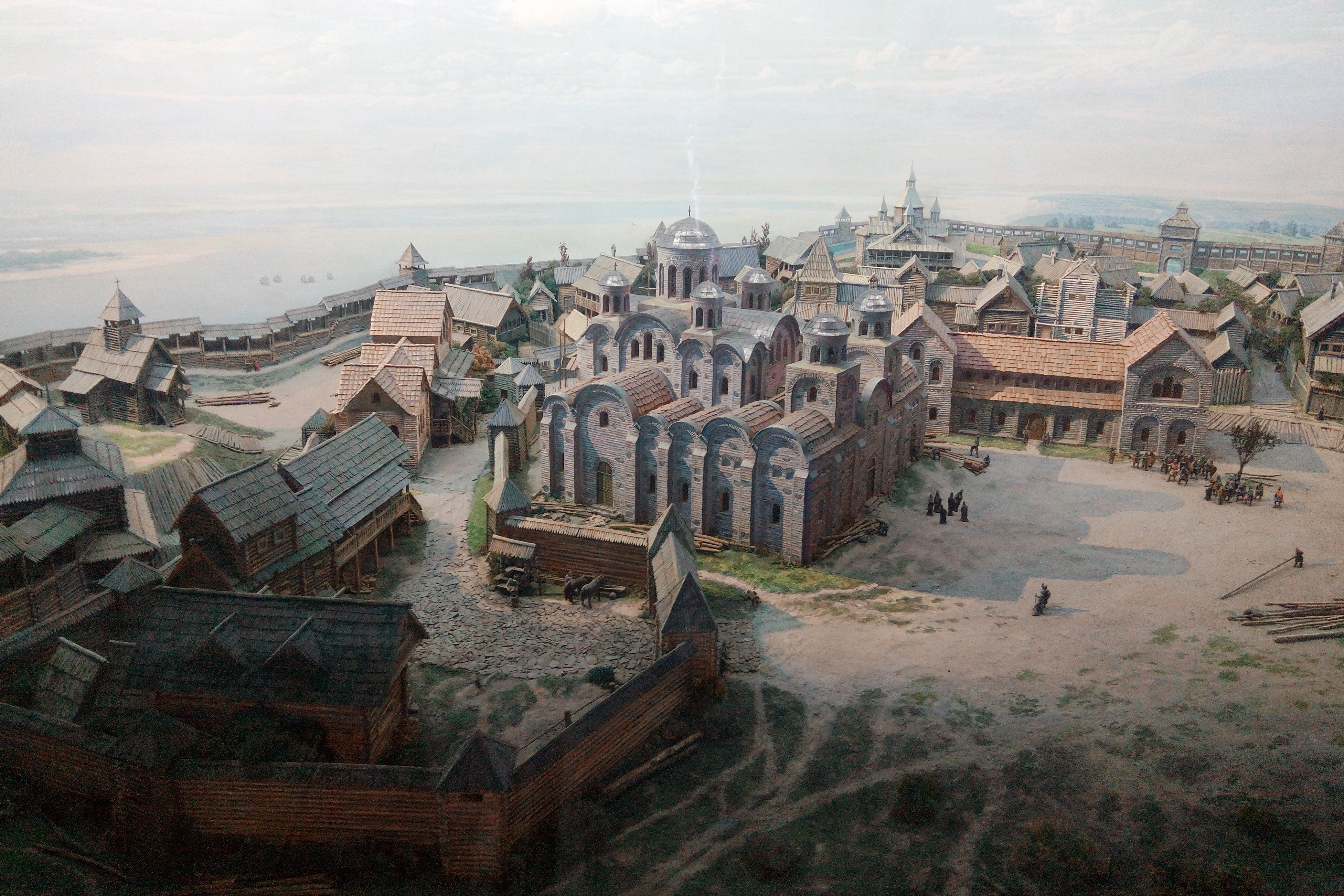
Діорама «Київ. Місто Володимира»
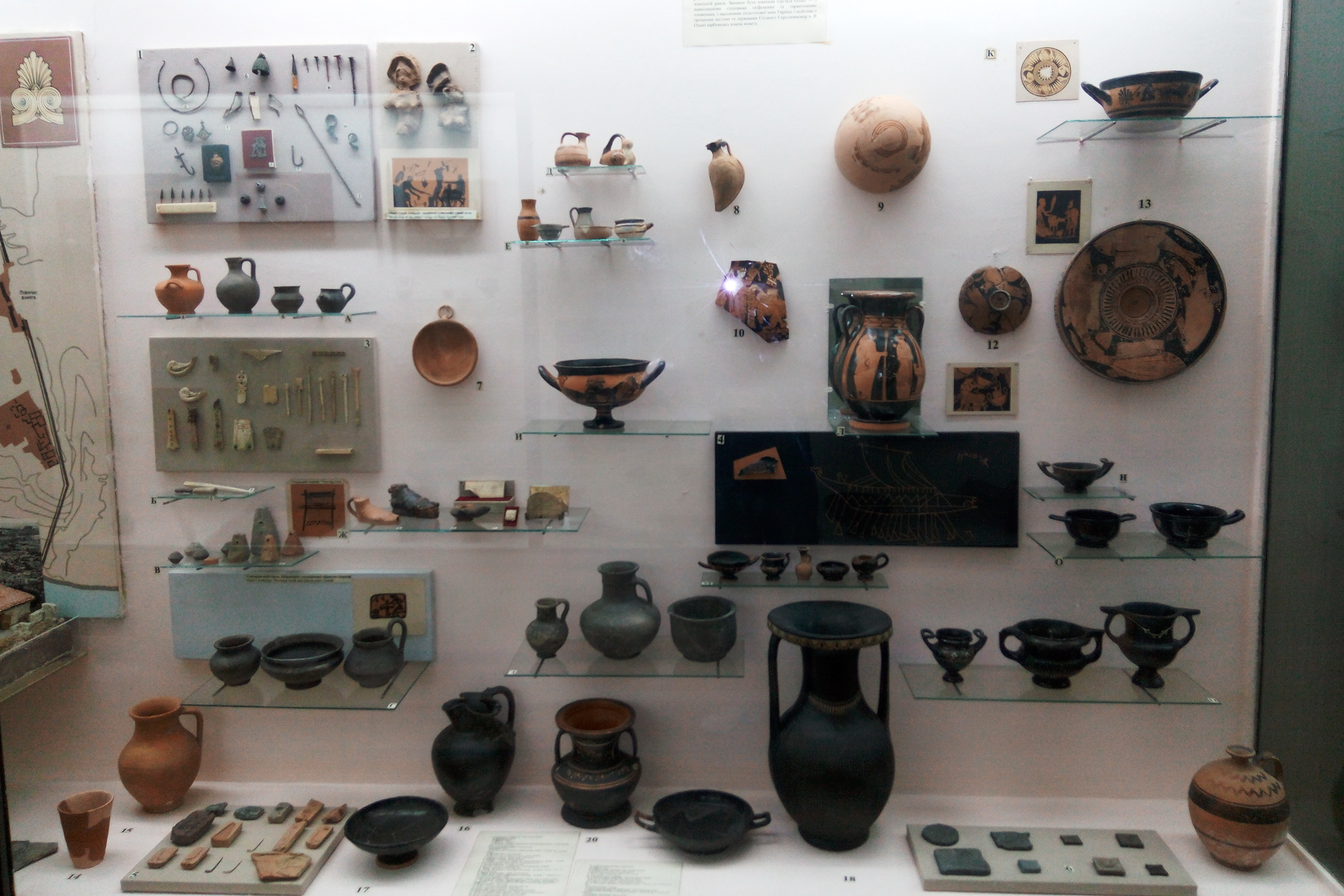
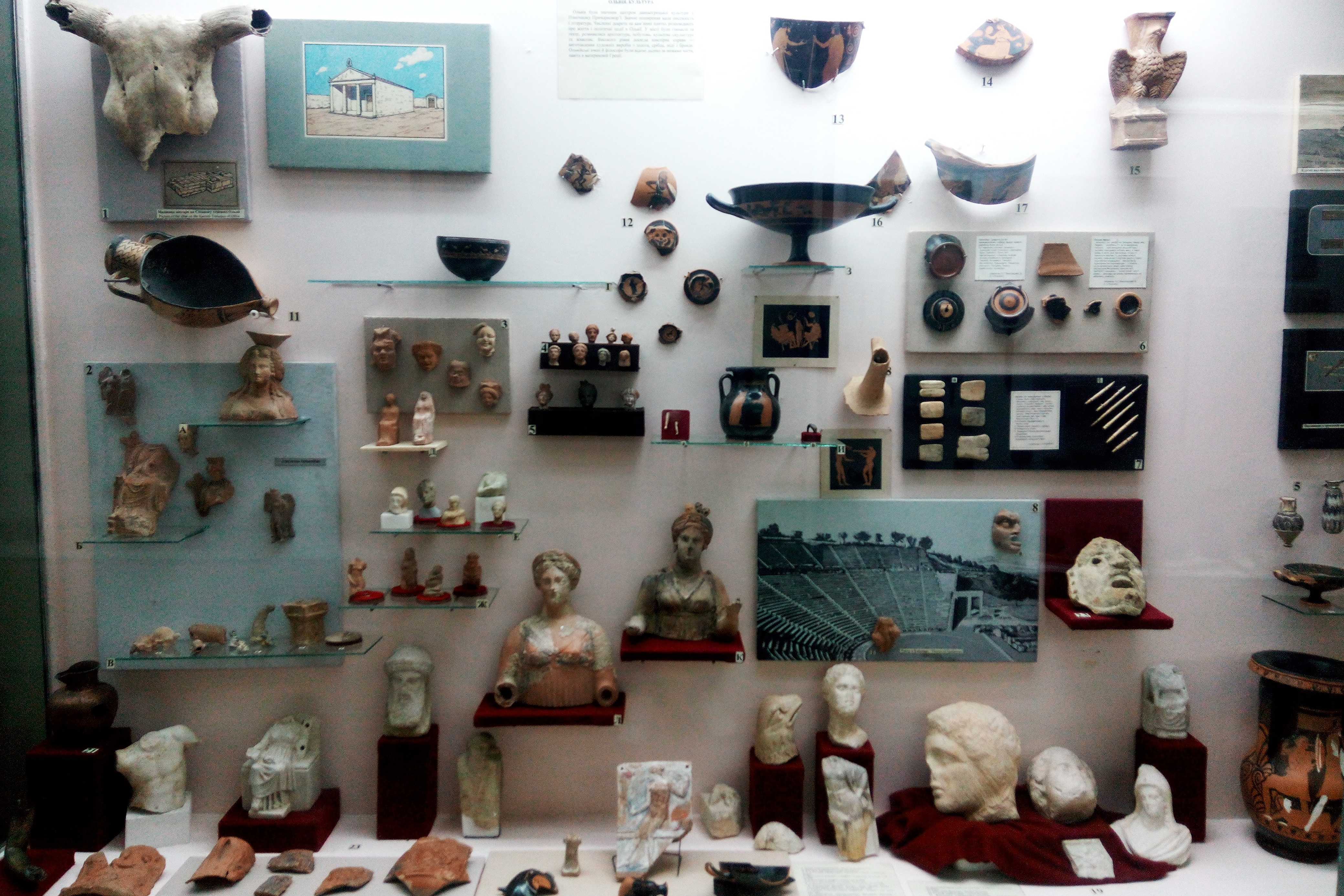